# BT (ミュージシャン)
ブライアン・トランソー（Brian Wayne Transeau、通称「BT」、1971年10月4日 - ）は、アメリカ合衆国・メリーランド州ロックヴィル出身の音楽アーティスト。
ジャンルはエレクトロニカに分類されるのが普通だが、トランス、ブレイクビーツ、クラシック、ポップス、ロック、アンビエント、ヒップホップ、ジャズ、ニュー・ウェイヴといった様々なジャンルを融合した音楽をプロデュースする。90年代にはKaistar、Libra、Dharma、Prana、Elastic Reality、Elastic Chakra、GTB、2 Phat Cunts（DJサシャと）などの名義でもレコードをリリースしている。近年は映画音楽なども手がけるようになった。
音楽通の間では、高度なプログラミング技術と独特のスタッター技術で知られている。「スタッター」とは小節と小節の間に挿入されるリズムの変則的な「もたつき」や「溜め」などのことであり、音の短いサンプルを繰り返したり、それをプログラミングによって数学的に変化させたりすることである。ダンスミュージックなどで曲が展開する直前のつなぎや、単調さを防ぐために使用される。特に複雑なプログラミングを施したBTのそれは「BTスタッター」と呼ばれ、彼が「Synth Wizard（シンセサイザーの魔法使い）」と呼ばれる所以となっている。

## 人物
BTは幼少から音楽への類い稀な才能を見せた。2歳からピアノを演奏し、6歳までにショパンとバッハを弾きこなした。青年期にはニュー・オーダーやデペッシュ・モードのようなエレクトロニック・ミュージックを好んで聴き、カリフォルニア州ロサンゼルスへ移る前に1年間、バークリー音楽院に通い作曲を学ぶ。しかし「クラシックは自分には閉鎖的過ぎた」という理由で同校を中退している。
1990年代前半にBTはワシントンD.C.に戻り、友人であるディープ・ディッシュのAli ShiraziniaとSharam Tayebiと共に作曲をしたが、米国ではヒットに恵まれなかった。しかし彼の音楽は大西洋を渡り、DJサシャやポール・オークンフォールドといった英国の有名DJ達によってクラブで紹介され、ファンを獲得していく。サシャにチケットをもらってロンドンに行ったBTは、そこで初めて自分の成功を目にすることになった。サシャがBTの曲をプレイすると、数千人の聴衆が熱狂していた。彼はすぐにオークンフォールド主宰のレーベル「Perfecto」と契約する（後に契約がこじれて解消）。
1995年～2000年頃まで、BTはトランスジャンルを開拓する。彼はいわゆるクラブDJではないにもかかわらず、世界DJランキングなどでもしばしば名前を目にすることができる（『DJマガジン』のDJトップ100では2001年・76位、2003年・83位、2004年・92位、2005年・82位、2006年・73位）。
BTは自身の音楽背景について「僕はいわゆるダンスミュージックアーティストではないし、DJでもない。僕はクラシック音楽に影響を受けた。バークリー音楽院に通って、パンクバンドをやっていたんだ」と発言している。
近年、彼は映画の音楽も担当。『Go』（1999年）、『アンダー・サスピション』（2000年）、『ドリヴン』（2001年）、『ワイルド・スピード』（2001年）、『モンスター』（2003年）、『ステルス』（2005年）、『アンダークラスマン』（2005年）、『Look』（2006年）、『Catch And Release』（2007年）など。彼は2001年の映画『ズーランダー』のためにスコアも製作したがクレジットに名前はない。
多くのエレクトロニカアーティストとは異なり、BTはしばしばライブを行う。2004年にはブリティッシュ・テレコムタワー（BTタワー）で「Last night of summer」と題したコンサートを行った。

## アルバム

### Ima
1996年のファーストアルバム『Ima』では、成長を続けるプログレッシブ・ハウスシーンとトランスを融合させた。このアルバムからはトーリ・エイモスとの共作「Blue Skies」がシングルカットされ、ダンスチャートのトップまで上り詰めた。

### ESCM
『Ima』がプログレッシブサウンドから構成されているのに対して、1997年のアルバム『ESCM』はより実験的な内容である。このアルバムは複雑なメロディーとボーカルの調和が特徴で、アルバムは全体として見れば『Ima』よりバラエティに富んでおり、英国、オーストラリア、日本でヒットした。「ESCM」とは「Electric Sky Church Music」の略であり、これはジミ・ヘンドリックスとマイルス・デイビスの幻のプロジェクトElectric Skychurchにちなんでつけられた。BTがLibra名義でリリースした「Calling Your Name」のボーカリスト、ジャン・ジョンストンが「Lullaby For Gaia」「Remember」でボーカルで参加。これら一連のBTとのコラボレーションによりジョンストンは90〜00年代トランスシーンの歌姫としての地位を確立することになった。このアルバムからのヒット曲で、BTの最も有名な曲の1つでもある「Flaming June」は、ドイツのプロデューサーDJポール・ヴァン・ダイクとの共作であり、一般に知られているバージョンはポール・ヴァン・ダイクによるリミックスである。BTによるオリジナルは未発表。

### Movement in Still Life
1999年のアルバム『Movement in Still Life』は、彼がトランス以外のジャンルでも成功することを証明した。このアルバムはニュー・スクール・ブレイクスを特徴としていて、「Hip Hop Phenomenon」ではTsunami Oneと、「Ride」ではDJサシャと、「Running Down The Way Up」では英国のダンス音楽グループHybridのマイク・トゥルーマンとコラボレーションしている。「Madskillz-Mic Chekka」と「Love on Haight Street」（US盤のみ収録）は、ヒップホップの強い影響を受けている。「Shame」（US盤のみ収録）、「Satellite」、「Running Down the Way Up」はアルトロック、「Godspeed」、「Dreaming」はトランスである。「Never Gonna Come Back Down」（US盤のみ収録。ボーカルはマイク・ドーティ）は、アルバムの中で最も人気のある曲で、エディットバーションが映画『60セカンズ』のサウンドトラックにも収録されている。ジャン・ジョンストンがボーカルを務める「Mercury And Solace」は「Never Gonna 〜」ほどの成功を収めることが出来なかったものの、最も商業的に使用された曲である。「Running Down 〜」と「Dreaming」では元Opus IIIのカースティ・ホークショウ（Kirsty Hawkshaw）がボーカルを担当している。ちなみに「Dreaming」は100%ソフトシンセのみで作曲された。著作権の問題ですぐに回収されたが、初期の日本盤には「Sunblind」（ボーカルはジャン・ジョンストン）と「Fibonacci Sequence」の2曲が含まれたボーナスディスクが付いていた。

### This Binary Universe
BTの5枚目のアルバム『This Binary Universe』は2006年にリリースされた。このアルバムはジャズ、ブレイクビーツ、クラシックなど様々な音楽ジャンルの融合を特徴としている。BTはこのアルバムには子守唄のような性質があると言い、曲の製作中ずっと膝の上に座っていた、生まれたばかりの娘カイアから影響を受けていると語っている。前4作のアルバムと違い、このアルバムは全てインストゥルメンタルで、映像のBGMという形をとっており、各曲に合うように製作された映像を収録した5.1chサラウンドDVDと通常のステレオCDの2枚組としてリリースされた。コンピュータープログラミングに造詣の深いBTらしく、1曲目の「All That Makes Us Human Continues」はCsoundというパソコンのシンセシスを利用したC言語プログラムによって作曲されている。BTはそのコードの一部を彼の1番目のブログの2006年2月27日の日記で公開している。
Keyboard Magazineはこのアルバムについて、「100年後には、おそらく新世紀初期の主な電子音楽として研究されるだろう」と書いた。
「This Binary Universe」に焦点を当てているBTの1時間のビデオインタビューは、DivX Stage6 BT channelで視聴可能である。

### These Hopeful Machines
BTの6枚目のアルバム『These Hopeful Machines』は2010年2月2日にリリースされた。このアルバムはゲスト ボーカリストのカースティ・ホークショウ、ジェス・ブライエデン、キャサリン・ウイールのロブ・ディキンソン、クリスチャン・バーンズとのコラボが特徴である。「Early official remixes」はアーミン・ヴァン・ビューレン、シケインによって製作された。また「These Hopeful Machines」は2010年グラミー賞のベスト エレクトロニック/ダンス アルバム部門にノミネートされている。

## BT開発のプラグイン・ソフト「Stutter Edit」
2006年11月から12月に通してBTは、トーマス・ドルビーと共にアルバム『This Binary Universe』のツアーを行い、BT自身が開発した「Stutter Edit」プラグインを導入した。これは簡単なキーボード操作でリアルタイムに音源に劇的なスタッター効果を加えるプラグインで、他にも「Break Tweaker」というソフトも開発中である。両ソフトウェアは、BTの会社Sonik Architectsから2007年中にMac OS Xプラットフォームでのリリースを予定していたが、発表されなかった。当時の「Stutter Edit」のデモンストレーションは上記のDivX Stage6 BT channelインタビュー（ビデオ5/5）において見ることが出来る。2010年12月、iZotopeがSonik Architectsの獲得とBTとのパートナーシップの締結を発表し、2011年1月31日にStutter Editが発表された。Win/Mac両プラットフォームでVST、Audio Unit、ProTools7.4以上（RTAS only）に対応している。

## スタジオ盗難事件
BTは2度のスタジオ荒らしに遭っている。最初は2001年のクリスマスで、『Movement in Still Life』後にリリース予定になっていた多くの音源と7万5千ドル相当の機材を盗まれる。失われたのは11曲で、サラ・マクラクランやピーター・ガブリエルとの共作が含まれていた。このスタジオ荒らし後しばらく落ち込んでいたBTだが、すぐに代わりの曲を作り、2003年には「Emotional Technology」をリリースする。しかし5作目のアルバム『This Binary Universe』の発表後の2007年1月に再びホームスタジオに空き巣に入られ、コンサート用のプログラムの入ったMacと15万ドル相当の機材を盗まれてしまう。BTは2万ドルの懸賞金をかけて犯人を捜している。盗まれたもののリストは彼の2番目のブログの2007年3月4日の日記で見ることができる。

## 私生活
BTには、幼い娘カイアと恋人のアシュリーがおり、ロサンゼルス、ロス・フェリズのホームスタジオで楽曲を製作している。スタジオには音楽を保存するため8テラバイトもの記憶装置があり、BTは「基本的に僕の家はハードディスクだ」という冗談を述べている。ホームスタジオは有名な建築家フランク・ゲーリーによって設計された。
娘カイアは英語、スペイン語さらに手話を話すことができて、BTの最新の曲に影響を与えている。
BTは2006年11月13日ポッドキャストの『The Dawn and Drew Show』内で、もうじきバークレーに移ると発表した。主な理由としては、カイアを育てるより良い環境を見つけることにあるという。

## ディスコグラフィー

### アルバム
- Ima (1995)
- ESCM (1997)
- Movement in Still Life (1999)
- Emotional Technology (2003)
- This Binary Universe (2006)
- These Hopeful Machines (2010)
- If The Stars Are Eternal So Are You And I (2012)
- Nuovo Morceau Subrosa (2012)
- A Song Across Wires (2013)
- _  (2016)
- Between Here and You (2019)
- Everything You're Searching for Is on the Other Side of Fear (2019)
- The Lost Art of Longing (2020)

### シングル
- Embracing the Future (1993)
- Embracing the Sunshine (1993)
- Nocturnal Transmission (1994)
- Divinity (1995)
- Tripping the Light Fantastic (1995)
- Loving You More (1995)
- Blue Skies (1996)
- Love, Peace and Grease (1997)
- Flaming June (1997)
- Remember (1997)
- Godspeed (1998)
- Mercury and Solace (1999)
- Dreaming (1999)
- Fibonacci Sequence (2000)
- Smartbomb (2000)
- Never Gonna Come Back Down (2000)
- Shame (2001)
- Somnambulist (2003)
- The Technology EP (2004)
- Human Technology EP (2005)
- Force of Gravity (2005)
- The Rose of Jericho (2009)
- Every Other Way (2009)
- Suddenly (2010)
- Forget Me (2010)
- The Emergency (2010)
- Le Nocturne de Lumière (2010)
- A Million Stars (2011)
- Tomahawk (2011)
- Always (2011)
- Must Be The Love (2012)
- Skylarking (2013)
- Surrounded (2013)
- Letting Go (2014)
- Paralyzed (2014)
- All These Wounds (2015)
- The Upside Down (2017)
- LSTM (2017)
- Four (2017)
- Yahweh (2017)
- The Noetic (2018)
- 1997 (2019)
- I Need Love (2019)
- Atan's Lantern (2020)

### コンピレーション
- R&R(Rare & Remixed) (2001) - リミックス・未発表音源集
- Still Life In Motion (2001)
- 10 Years In the Life (2002) - ベストアルバム
- These Humble Machines (2011) (These Hopeful Machinesをディスク1枚に収めた短縮版)
- These Re-Imagined Machines (2011) - These Hopeful Machinesのリミックス集
- LAPTOP SYMPHONY (2012) - DJ MIXアルバム
- Electronic Opus (2015) -オーケストラとの混成リミックス　(Kickstarterから出資されたプロジェクト)

### リミックス
- B-Tribe - "Nanita (A Spanish Lullaby)" (1995)
- Shiva - "Freedom" (1995)
- Diana Ross - "Take Me Higher" (1995)
- Cabana - "Bailando Con Lobos" (1995)
- Grace - "Not Over Yet" (1995)
- Wild Colour - "Dreams" (1995)
- Mike Oldfield - "Let There Be Light" (1995)
- Billie Ray Martin - "Running Around Town" (1995)
- Seal - "I'm Alive" (1995)
- Gipsy Kings - "La Rumba De Nicolas" (1996)
- Billie Ray Martin - "Space Oasis" (1996)
- Tori Amos - "Talula" (1996)
- Tori Amos - "Putting the Damage On" (1997) （未リリース）
- Dina Carroll - "Run To You" (1997)
- The Crystal Method - "Keep Hope Alive" (1997)
- Paul Van Dyk - "Forbidden Fruit" (1997)
- Deep Dish - "Stranded" (1997)
- Madonna - "Drowned World/Substitute For Love" (1998)
- Lenny Kravitz - "If You Can't Say No" (1998)
- DJ Rap - "Bad Girl" (1998)
- Depeche Mode - "It's No Good" (1998) （未リリース）
- Sarah McLachlan - "I Love You" (1999)
- Tom Jones- "She's A Lady" (2000)
- Sarah McLachlan - "Hold On" (2001)
- KoЯn - "Here to Stay" (2002)
- The Doors - "Break on Through (To the Other Side)" (2004)
- シャイニー・トイ・ガンズ - "Ricochet" (2009)

### 映画
- ジャッカル (1997) - "Shineaway" (with Richard Butler)
- Go (1999) - Complete score, "Believer"
- アンダー・サスピション (2000) - Complete score
- 60セカンズ (2000) - "Down"
- ドリヴン (2001) - Score, "Satellite"
- ダブル・テイク (2001) - "Movement In Still Life"
- トゥームレイダー (2001) - "The Revolution"
- ワイルド・スピード (2001) - Complete score, "Nocturnal Transmission"
- アメリカン・パイ2 (2001) - "Anomaly-Calling Your Name" (Libra Presents Taylor)
- ズーランダー (2001) - （未クレジット） "Madskillz-Mic Chekka (Remix)"
- スイート・ノベンバー (2001) - "Shame (Ben Grosse Remix)"
- ブレイド2 (2002) - "Tao Of The Machine" (with The Roots)
- ザ・コア (2003) - "Sunblind"
- モンスター (2003) - Complete score
- アイドルとデートする方法 (2004) - "Superfabulous (Scott Humphrey Radio Mix)"
- アンダークラスマン (2005) - Complete score
- ステルス (2005) - Complete score, "She Can (Do That)" (with David Bowie)
- ドミノ (2005) - "Paris"
- Surveillance (2006) - Complete score
- メーターの東京レース (2009) ※『ボルト』の同時公開短編

### ビデオゲーム
- Die Hard Trilogy 2: Viva Las Vegas (1999) - Complete score
- Frequency (2001) - "Smartbomb"
- SSX (2001) - "Smartbomb (Plump's Vocal Mix)"
- Gran Turismo 3: A-Spec (2001) - "Madskillz-Mic Chekka"
- Wipeout Fusion (2002) - "Smartbomb (Plump DJs Remix)"
- ATV Offroad Fury 2 (2002) - "The Revolution"
- Wreckless: The Yakuza Missions (2002) - Complete score
- Need for Speed: Underground (2003) - "Kimosabe" (with Wildchild)
- Amplitude (2003) - "Kimosabe" (with Wildchild)
- Dance Dance Revolution Extreme (2004) - "Simply Being Loved (Somnambulist)"
- Tiger Woods PGA Tour 2005 (2004) - Complete score
- Need for Speed: Most Wanted (2005) - "Tao of the Machine (Scott Humprhey's Remix)" (with The Roots)
- Burnout: Revenge (2005) - The Doors - "Break On Through (BT Mix)"
- Extreme Gravity Racing Accociation (XGRA) - "Dreaming", "Godspeed", and many more.

### サンプリングCD
- Breakz from the Nu Skool (2002)
- Twisted Textures (2002)
- 300 Years Later (2005)

### 日本のテレビ番組
- 100語でスタート!英会話 - "Tao of The Machine"
- リンカーン - "The Revolution"